# Парлінек
Парлінек (пол. Parlinek) — село в Польщі, у гміні Домброва Моґіленського повіту Куявсько-Поморського воєводства.
Населення — 341 особа (2011).
У 1975-1998 роках село належало до Бидгощського воєводства.

## Демографія
Демографічна структура станом на 31 березня 2011 року:
|          | Загалом | Допрацездатний вік | Працездатний вік | Постпрацездатний вік |
| -------- | ------- | ------------------ | ---------------- | -------------------- |
| Чоловіки | 173     | 43                 | 114              | 16                   |
| Жінки    | 168     | 40                 | 99               | 29                   |
| Разом    | 341     | 83                 | 213              | 45                   |